# Centrocalia chazeaui
Centrocalia chazeaui är en spindelart som beskrevs av Norman I. Platnick 2000. Centrocalia chazeaui ingår i släktet Centrocalia och familjen Lamponidae.
Artens utbredningsområde är Nya Kaledonien. Inga underarter finns listade i Catalogue of Life.